# Chin Peng
Chin Peng, nacido Ong Boon Hua (chino: 王文華; Pinyin: Wáng Wén Huá) (Sitiawan, Perak, 1924 - Bangkok, Tailandia, 16 de septiembre de 2013) fue un político malayo de etnia china, líder del disuelto Partido Comunista de Malasia. Estuvo exiliado desde 1960 hasta su fallecimiento en 2013.

## Inicios
Chin Peng nació a finales de octubre de 1924, bajo el nombre de Ong Boon Hwa, en el seno de una familia hokchia (etnia de la provincia china de Fujian que también habita en Malasia) de clase media en la pequeña ciudad portuaria de Sitiawan, en el Estado de Perak. Su padre había llegado a la ciudad en 1920 y estableció un negocio de bicicletas, llantas y repuestos de motor. Chin estudió en una escuela china en Sitiawan. En 1937 se unió a la organización china Sociedad de Respaldo a la lucha Contra el Enemigo (AEBUS, por sus siglas en inglés), creada ese año para enviar ayuda a China, contra la invasión japonesa a ese país. De acuerdo con él mismo, en ese momento todavía no era comunista. Fue el responsable de las actividades antijaponesas en su colegio.

## Segunda Guerra Mundial
Al principio era adepto de Sun Yat-Sen, y hacia 1939 abrazó el comunismo. Tenía planeado ir a Yan'an, el renombrado bastión comunista de China donde se acuartelaban las fuerzas dirigidas por Mao Zedong, pero fue persuadido de quedarse en Malasia para asumir mayores responsabilidades dentro del Partido autóctono.
El acoso de las autoridades coloniales británicas lo obligó a abandonar su ciudad natal para ir a Kuala Kangsar en julio de 1940. Más tarde vivió un mes en Taiping. En septiembre de 1940 el Partido lo colocó en Ipoh como Miembro Fijo del Comité de Perak. Para diciembre obtuvo la membresía plena.
A principios de 1941 la AEBUS fue disuelta. Chin Peng llegó a ser miembro del comité del Partido para el distrito de Ipoh. Allí dirigió reuniones estudiantiles clandestinas y organizaciones de vendedores, sirvientes domésticos de las familias europeas, trabajadores de los hornos de ladrillos y barberos. En junio de 1941 devino miembro del Comité del Estado de Perak.

## Resistencia antijaponesa
Adquirió fama durante la Segunda Guerra Mundial cuando muchos chinos de Malasia se establecieron en la jungla para formar una guerrilla contra los japoneses. Estos guerreros, inspirados por la lucha del Partido Comunista de China, pasaron a llamarse Ejército Antijaponés del Pueblo Malayo (MPAJA).
Chin Peng fue el contacto entre el MPAJA y los británicos. La invasión japonesa a Malasia ocurrió en diciembre de 1941. En 1942 Chin era el menor de los tres miembros del Secretariado del Comité Estatal de Perak: Su Yew Meng era secretario, y Chang Meng Ching era el otro miembro. A comienzos de 1943 los dos miembros principales fueron capturados por los japoneses, dejando a Chin a cargo. Fue entonces cuando la tarea de establecer un nexo con el comando británico Fuerza 136 recayó en Chin Peng. La primera partida de esa fuerza, dirigida por el Capitán John Davis y cinco agentes chinos, llegó a Malasia en submarino el 24 de mayo de 1943. Chin Peng hizo contacto el 30 de septiembre de 1943. Freddie Spencer Chapman, con quien Chin trabaría amistad en esas circunstancias escribió un libro sobre su experiencia en la guerrilla en la jungla, La jungla es neutral..
Durante la guerra Chin Peng recibió la OBE (que más tarde le fue revocada), dos medallas en la batalla y una mención.
Al descubrirse que el líder de los comunistas malayos, Lai Teck, era a la vez un agente al servicio tanto de los japoneses como de los británicos que había delatado a la cúpula del Partido a la policía secreta japonesa, Chin Peng fue elegido Secretario General del Partido Comunista Malayo.

## Guerrilla anticolonial
Al terminar la guerra se convirtió en el líder de la insurgencia del PCM.
Huyó al sur de Tailandia con los remanentes de sus fuerzas durante la última parte de la lucha, debido a la presión de las fuerzas de seguridad, y en el final de 1960 se trasladó a Pekín, que se convirtió en su base durante muchos años.
Anticolonialista firme, se opuso al colonialismo británico manteniendo la lucha armada contra los británicos desde 1948, y continuó la lucha incluso hasta 3 años después de que Malasia alcanzara la independencia (1957), para instaurar un sistema socialista.

Hay sobre él cierta controversia acerca del grado de responsabilidad que tuvo en las muertes de civiles y colonialistas, cuando algunos miembros del Partido Comunista mataron a tres encargados europeos de una plantación en 1948, en Sungei Siput. En su libro, escrito muchos años más tarde, después de la derrota del PC, Chin Peng indica claramente que no pidió los ataques. 
El día de la matanza de Sungei Siput (el 16 de junio de 1948) la administración colonial inglesa declaró el estado de emergencia. A mediados de julio de 1948 proscribieron al Partido Comunista, a los sindicatos y a otras organizaciones democráticas al margen de la ley. Entonces las tropas británicas atacaron su casa. Chin Peng pudo escapar, pero perdió varios documentos, incluyendo su pasaporte.

## Clandestinidad y guerra civil
Inseguro de su situación y de la del resto del Partido, se enteró de que su camarada Ah Hai se ocultaba en Ipoh, e ideó una puesta en escena con su hermana, interpretando a una pareja, de modo que consiguió establecer una base secreta allí. Así lideró una insurrección clandestina que resistía la represión del movimiento.
Esta resistencia generó una guerra civil, que duró doce años, hasta 1960. En 1960 Chin Peng deseaba dejar la lucha armada, pero, después de viajar a China, Deng Xiaoping le dijo que el sudeste asiático estaba maduro para la revolución. El PC mantuvo entonces una teórica lucha armada por décadas después y depuso las armas en 1989.

## Acuerdos de paz y regreso a Malasia
El 2 de diciembre de 1989, en la ciudad de Had-Yai, en Tailandia meridional, Chin Peng, Rashid Maidin, y Abdullah C.D. se encontraron con los representantes de los gobiernos de Malasia y Tailandia. Se firmaron acuerdos de paz entre el PCM y ambos gobiernos. Una de las condiciones era que se les permitiera a los miembros del PC regresar a Malasia. A principios del 2000, Chin Peng se intentó volver a Malasia, y una compleja cuestión legal se ha abierto desde entonces. El actual primer ministro malayo, Datuk Seri Abdullah Badawi, sugirió que el gobierno podría reconsiderar su posición en el futuro, pero esperaría el resultado del proceso legal antes de tomar una decisión. En junio de 2008, a Chin Peng se le impidió otra vez volver a Malasia cuando el tribunal de apelación mantuvo su posición anterior, obligándolo a demostrar su ciudadanía malaya, aun cuando su partida de nacimiento se perdió en 1948 al huir de su casa.

## Fallecimiento
Chin Peng falleció la mañana del 16 de septiembre de 2013, a la edad de 89 años, en un hospital de Bangkok.

## Cine
En 2006 el director malayo Amir Muhammad rodó un documental sobre la vida de Chin Peng, titulado El último comunista (The Last Communist), que fue prohibido por el Ministerio de Asuntos Domésticos de Malasia, el cual además impidió su rodaje dentro del país. La película contiene entrevistas a personas de los pueblos donde vivió Peng desde su nacimiento hasta la independencia del país, e intercala piezas musicales extraídas de viejas películas de propaganda. Fue estrenada en la Berlinale y proyectada también en los festivales de Seattle, Londres, Singapur y Hong Kong.